# سامانتا هیل
سامانتا هیل (انگلیسی: Samantha Hill؛ زادهٔ ۸ ژوئن ۱۹۹۲) بازیکن واترپلو اهل ایالات متحده آمریکا است.
وی در مسابقات کشوری و بین‌المللی در مجموع برندهٔ ۲ مدال طلا شده‌است.